# Дулик

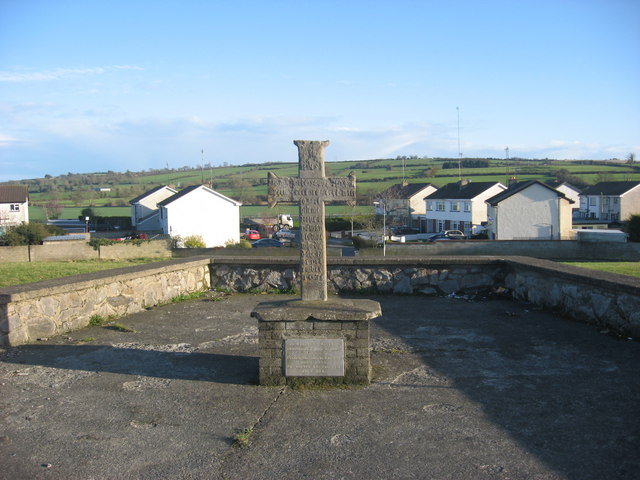
Памятник в посёлке

Дулик (англ. Duleek; ирл. Damhliag) — (переписной) посёлок в Ирландии, находится в графстве Мит (провинция Ленстер). Железнодорожноый вокзал был открыт 1 августа 1850 года, окончательно закрыта  1 июня 1958 года.

## Демография
Население — 3236 человек (по переписи 2006 года). В 2002 году население составляло 2173. 
Данные переписи 2006 года:
| Общие демографические показатели |               |                               |                               |      |      |
| Всё население                    | Всё население | Изменения населения 2002—2006 | Изменения населения 2002—2006 | 2006 | 2006 |
| 2002                             | 2006          | чел.                          | %                             | муж. | жен. |
| 2173                             | 3236          | 1063                          | 48,9                          | 1650 | 1586 |

В нижеприводимых таблицах сумма всех ответов (столбец «сумма»), как правило, меньше общего населения населённого пункта (столбец «2006»). 
| Религия (Тема 2 — 5 : Число людей по религиям, 2006) |             |                |             |            |       |      |
| Католики, чел.                                       | Католики, % | Другая религия | Без религии | не указано | сумма | 2006 |
| 2933                                                 | 90,6        | 193            | 82          | 28         | 3236  | 3236 |

| Этно-расовый состав (Этничность. Тема 2 - 3 : Постоянное население по этническому или культурному происхождению, 2006) |            |              |       |        |        |            |       |       |
| Белые ирландцы | Лухт-шулта | Другие белые | Негры | Азиаты | Другие | Не указано | сумма | 2006  |
| 2861 | 0          | 249          | 22    | 13     | 25     | 36         | 3206  | 3236  |
| Доля от всех отвечавших на вопрос, %                                                                                   |            |              |       |        |        |            |       |       |
| 89,2 | 0,0        | 7,8          | 0,7   | 0,4    | 0,8    | 1,1        | 100   | 99,11 |

1 — доля отвечавших на вопрос о языке от всего населения.
| Владение ирландским языком (Тема 3 — 1 : Число людей от 3 лет и старше по способности говорить по-ирландски, 2006) |      |            |       |       |
| Владеете ли Вы ирландским языком?                                                                                  |      |            |       |       |
| Да | Нет  | Не указано | сумма | 2006  |
| 952 | 2054 | 50         | 3056  | 3236  |
| Доля от всех отвечавших на вопрос о языке, %                                                                       |      |            |       |       |
| 31,2 | 67,2 | 1,6        | 100   | 94,41 |

1 — доля отвечавших на вопрос о языке от всего населения.
| Использование ирландского языка (Тема 3 - 2 : Говорящие по-ирландски от 3 лет и старше по частоте использования ирландского языка, 2006) |                                                            |                                               |                                               |                                               |                                               |                                               |       |                                     |      |
| Как часто и где Вы говорите по-ирландски?                                                                                                |                                                            |                                               |                                               |                                               |                                               |                                               |       |                                     |      |
| ежедневно, только в образовательных учреждениях                                                                                          | ежедневно, как в образовательных учреждениях, так и вне их | в других местах (вне образовательной системы) | в других местах (вне образовательной системы) | в других местах (вне образовательной системы) | в других местах (вне образовательной системы) | в других местах (вне образовательной системы) | сумма | всего, отвечавших на вопрос о языке | 2006 |
| ежедневно, только в образовательных учреждениях                                                                                          | ежедневно, как в образовательных учреждениях, так и вне их | ежедневно                                     | каждую неделю                                 | реже                                          | никогда                                       | не указано                                    | сумма | всего, отвечавших на вопрос о языке | 2006 |
| 306 | 16                                                         | 6                                             | 47                                            | 268                                           | 285                                           | 24                                            | 952   | 3056                                | 3236 |
| Доля от всех отвечавших на вопрос о языке, %                                                                                             |                                                            |                                               |                                               |                                               |                                               |                                               |       |                                     |      |
| 10,0 | 0,5                                                        | 0,2                                           | 1,5                                           | 8,8                                           | 9,3                                           | 0,8                                           | 31,2  | 100                                 |      |

| Типы частных жилищ (Тема 6 - 1(a) : Число частных домовладений по типу размещения, 2006) |          |         |                 |            |       |      |
| Отдельный дом                                                                            | Квартира | Комната | Переносные дома | не указано | сумма | 2006 |
| 1044                                                                                     | 47       | 3       | 0               | 13         | 1107  | 3236 |